# Giancarlo Maroni
Giancarlo Maroni (Arco, 5 agosto 1893 – Gardone Riviera, 2 gennaio 1952) è stato un architetto italiano, noto principalmente come artefice del Vittoriale degli Italiani, residenza di Gabriele D'Annunzio a Gardone sul lago di Garda.

## Biografia

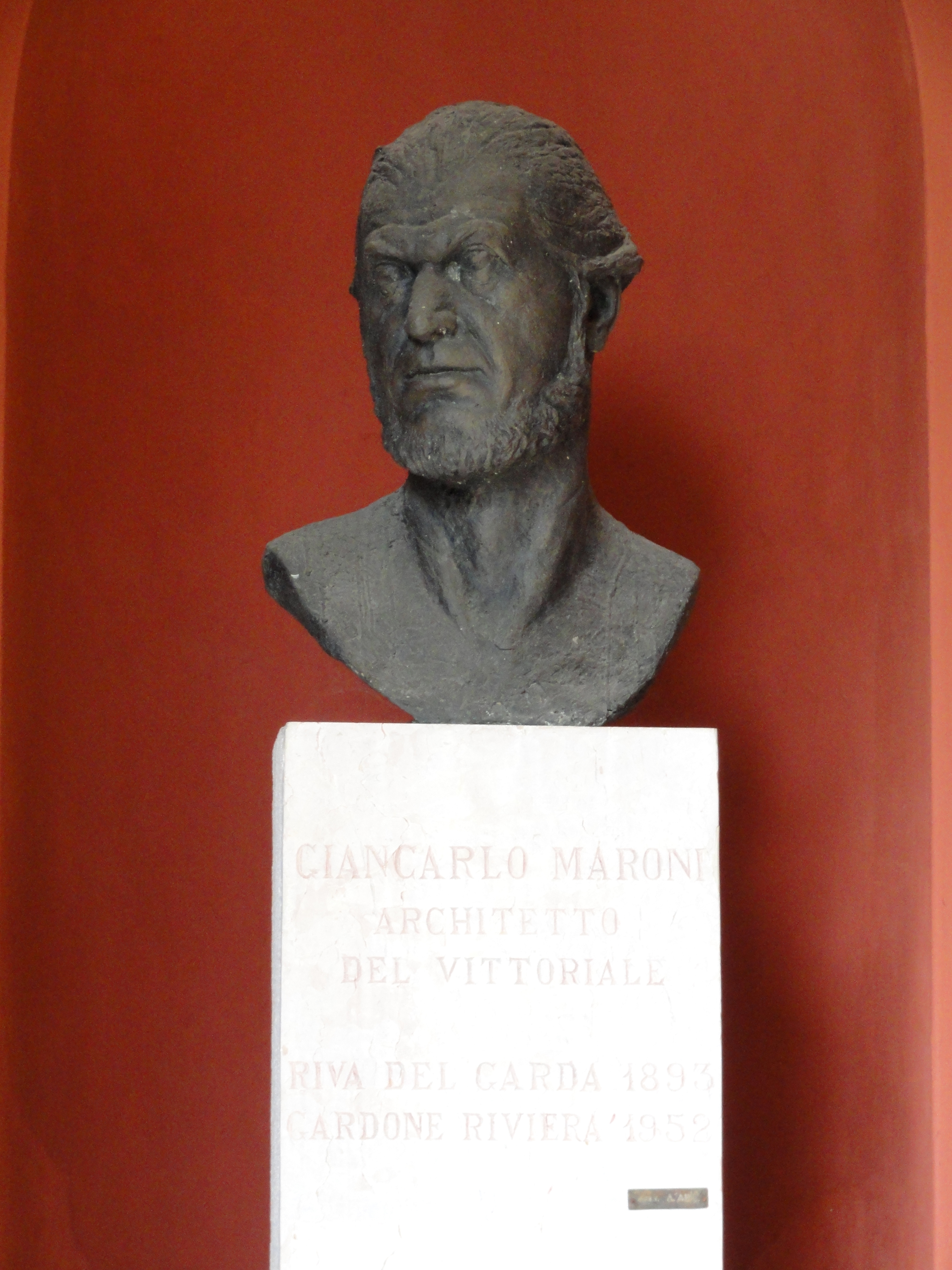
Busto di Giancarlo Maroni di Angelo Aime al Vittoriale.

Maroni si formò professionalmente a Milano dove ebbe l'opportunità di frequentare la "Scuola Speciale di Architettura dell'Accademia di Belle Arti di Brera", conseguendo la laurea. Da quel momento fino al 1914 fece tirocinio presso gli studi di altri noti architetti. Nel 1915 si arruolò negli alpini e partecipò alla prima guerra mondiale, in cui venne gravemente ferito.
Nel 1919 si trasferì a Riva del Garda, paese martoriato dal conflitto bellico che egli avrebbe in seguito architettonicamente ed urbanisticamente aiutato nella ricostruzione. Uno dei primi incarichi ricevuti fu quello di restaurare ciò che restava dell'antica chiesa di San Rocco e suo fu il progetto della centrale idroelettrica del Ponale. Successivamente entrò a stretto contatto con la giunta comunale della città collaborando alla stesura del piano regolatore generale.
Nel 1923 iniziò la sua amicizia con D'Annunzio, che si sarebbe protratta fino alla morte del poeta. Per D'Annunzio, Maroni portò a termine la ristrutturazione della casa natale a Pescara nel 1933, dopo che il poeta rimase insoddisfatto dei lavori dell'architetto Antonino Liberi. In seguito Maroni preparerà anche il complesso del Vittoriale degli Italiani.
Nel 1935 su commissione di Ettore Canali, noto ebanista bresciano che realizzò alcuni arredi del Vittoriale, progettò la ex Villa Canali, oggi denominata "Piccolo Vittoriale", unico progetto di edificio privato mai realizzato dall'architetto. La villa, tutelata dalla Soprintendenza ABAP delle provincie di Bergamo e Brescia, si trova in via Cantore, numero civico 8, a Brescia.
L’11 maggio 1935, il Comune di Riva del Garda donò a Giancarlo Maroni la casa e il fondo “ai Germandri” come segno di pubblica riconoscenza per il suo contributo artistico ed architettonico alla città. Maroni trasformò la vecchia casa colonica attraverso un intervento di restauro; diventando così la sua residenza Rivana. In seguito, la dimora fu ribattezzata Villa Negri dal suo nuovo proprietario, Benito Negri.
Nel secondo dopoguerra Maroni ridusse la sua attività professionale e dopo la sua morte venne sepolto in una delle arche del Mausoleo del Vittoriale.
Nel 1993 al Museo civico di Riva e al Vittoriale gli fu dedicata la mostra L'architetto del lago. Giancarlo Maroni e il Garda.

## Galleria d'immagini

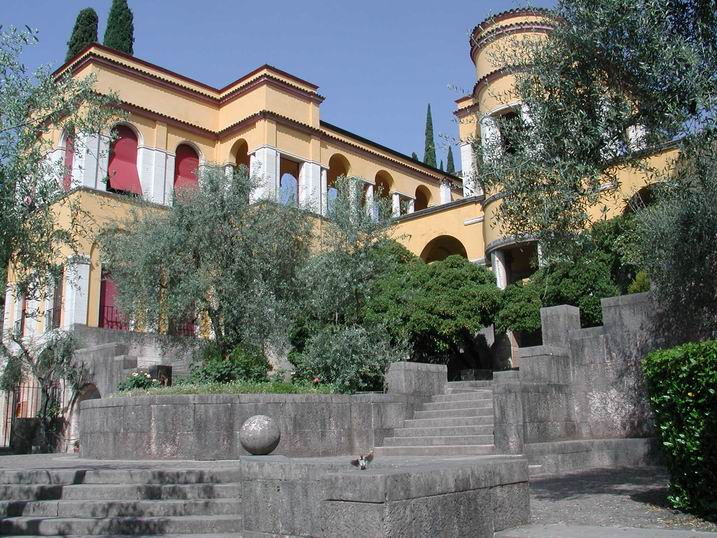
Il Vittoriale degli Italiani
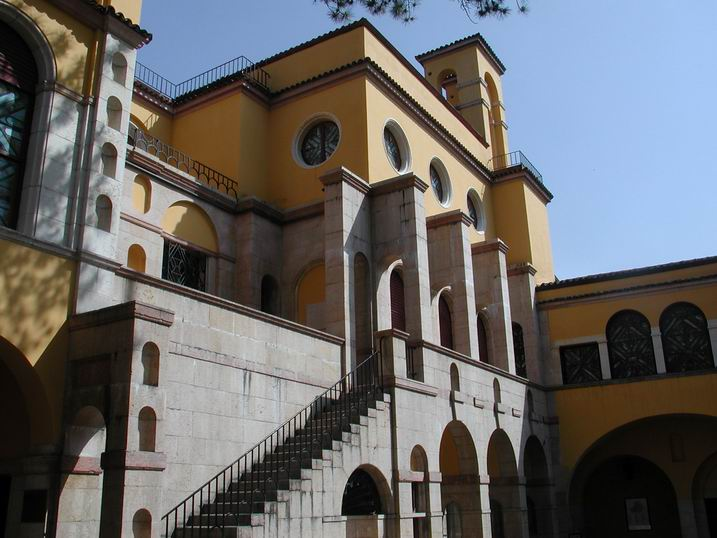
Il Vittoriale degli Italiani
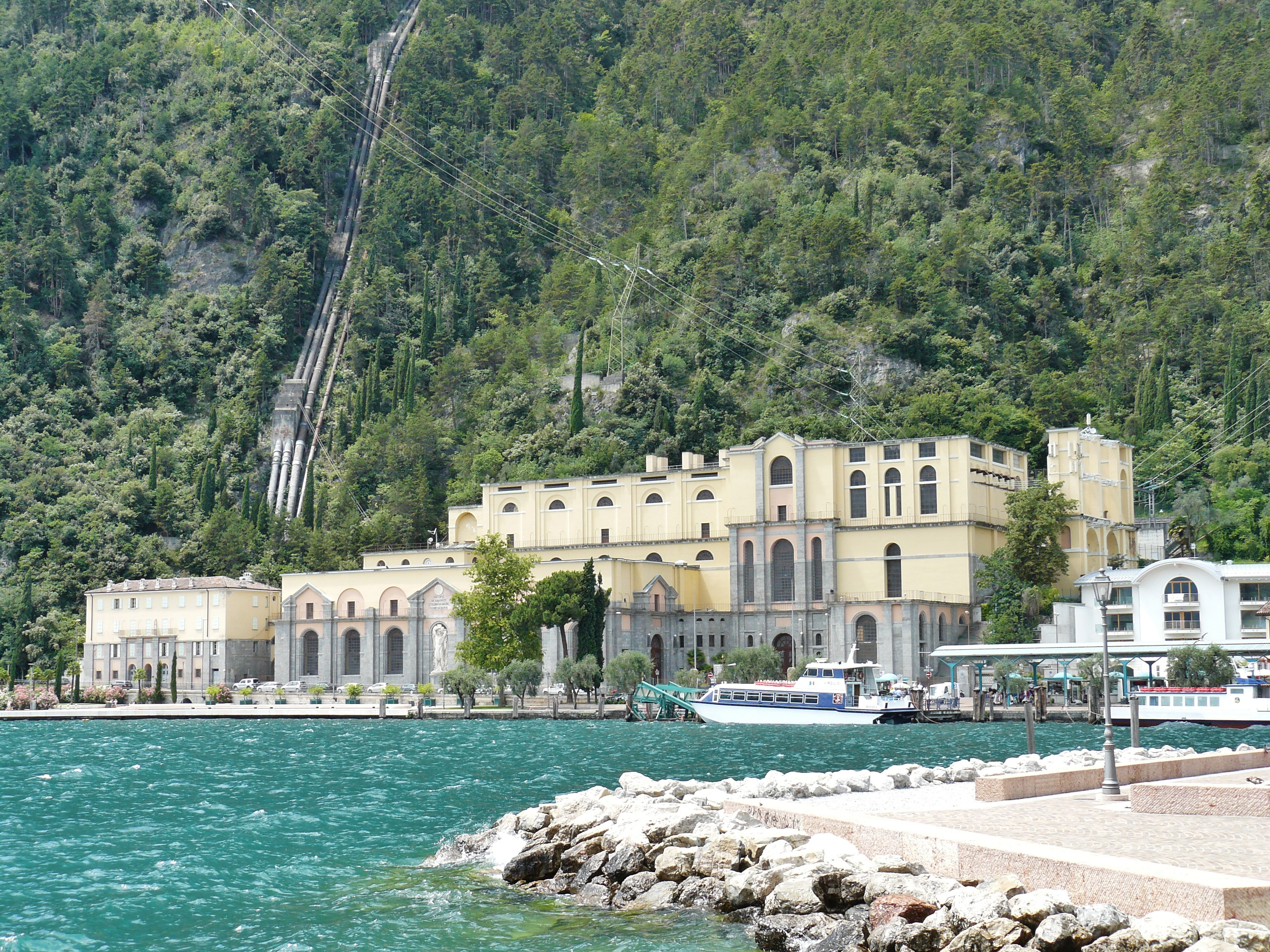
Centrale idroelettrica del Ponale